# (11585) Orlandelassus
(11585) Orlandelassus est un astéroïde de la ceinture principale.

## Description
(11585) Orlandelassus est un astéroïde de la ceinture principale. Il fut découvert le 3 septembre 1994 à La Silla par Eric Walter Elst. Il présente une orbite caractérisée par un demi-grand axe de 2,87 UA, une excentricité de 0,07 et une inclinaison de 2,6° par rapport à l'écliptique.
Cet astéroïde est nommé en hommage au compositeur franco-flamand Roland de Lassus.

## Compléments